# 宇宙の年表
宇宙の年表（）は我々の住む宇宙で起きた出来事の年表であり、ビッグバン理論を中心に他の科学理論も交えてまとめたものである。

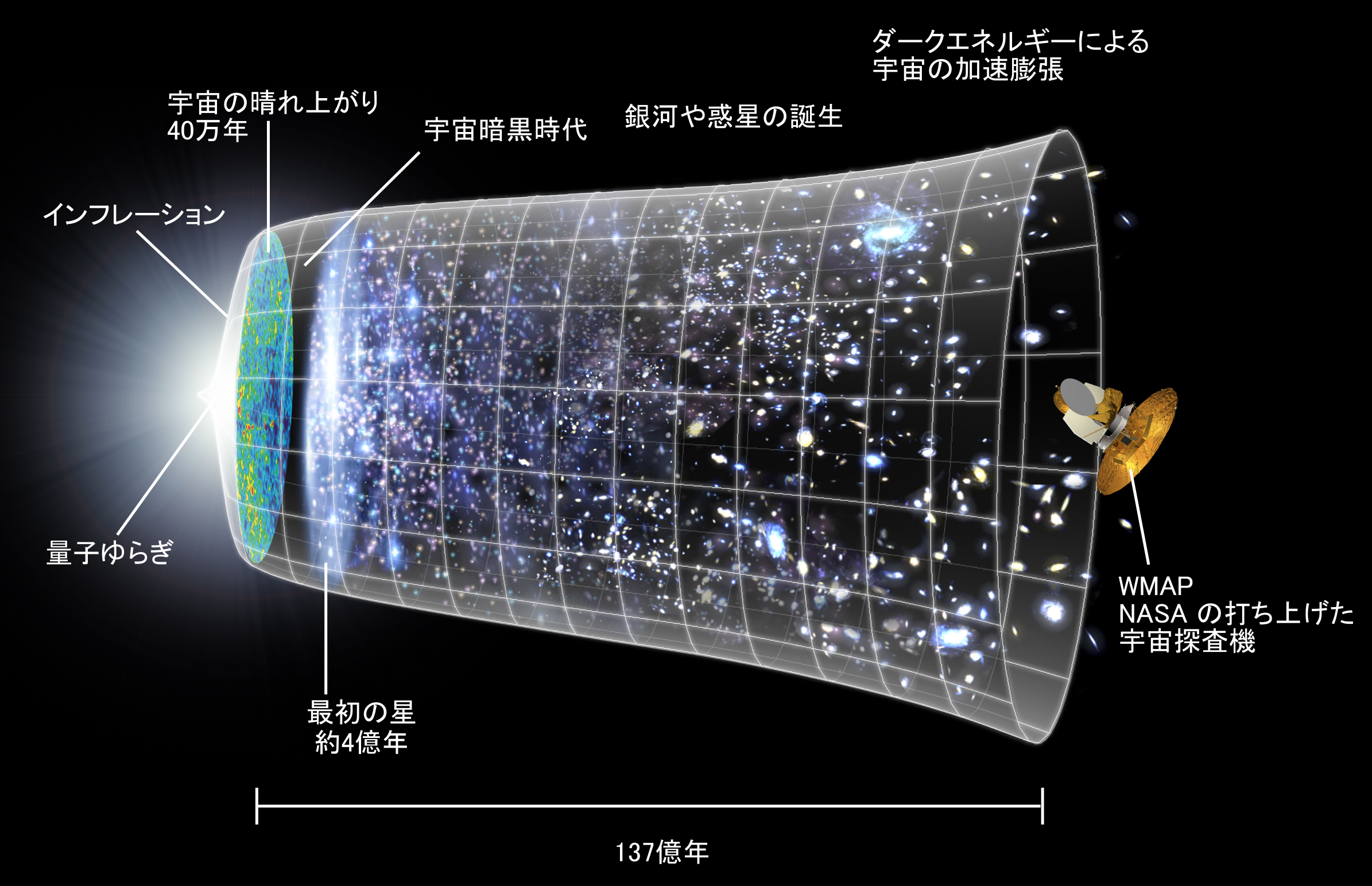
ビッグバン(左)からの宇宙の発展の実例。この図形では、宇宙は二次元の中で表わされる。また、第三の(水平)次元は時間であり、右に向かって増加する。

宇宙の歴史、宇宙の展開、宇宙の進化などとも表現されるものであるが、他の宇宙では冷却速度や対称性の破れ方の違いなどによって違った過程をとる可能性もあるので注意が必要である。
観測によれば、宇宙はおよそ138億年前に誕生した。それ以来宇宙は3つの段階を経過してきている。未だに解明の進んでいない最初期宇宙は今日地上にある加速器で生じさせられるよりも高エネルギーの素粒子からなる高温の状態であり、またほんの一瞬であったとされている。そのためこの段階の基礎的特徴はインフレーション理論などにおいて分析されているが、大部分は推測からなりたっている。
次の段階は初期宇宙と呼ばれ、高エネルギー物理学により解明されてきている。これによれば、はじめに陽子、電子、中性子そして原子核、原子が生成された。中性水素の生成にともない、宇宙マイクロ波背景が放射された。
そのような段階を経て、最初の恒星とクエーサー、銀河、銀河団、超銀河団は形成された。
宇宙の終焉については、さまざまな理論がある。

## 最初期宇宙
最初期の宇宙に関係する概念はいきおい推論がちになる。現在のところこの時代に新たなる知見をもたらすのに十分な規模の加速器による実験は行われていない。多くのシナリオ案は根本の部分に意見のあわない部分がある。例えば
- ハートル＝ホーキングの境界条件
- 弦風景（英語版）
- ブレーン宇宙論
- 弦ガス宇宙論 (String gas cosmology)
- エキピロティック宇宙論

など。補完し合う理論もあるがそうではない理論もある。

### プランク時代
宇宙誕生から10-43秒（プランク時間）後まで
超対称性が存在するなら、この時期に4つの基本相互作用—電磁相互作用、弱い相互作用、強い相互作用、重力相互作用—は、分離しておらず統一の相互作用（統一場理論）である。この時代についてわかっていることは少ないが、シナリオによりいくつかの理論が提示されている。このような状況では量子効果のために一般相対性理論は破綻すると推測されている。超弦理論、ループ量子重力理論といった量子重力理論が確立すれば、この時代の理解が進むと期待する物理学者もいる。

### 大統一時代
宇宙誕生から10-43から10-36秒後 

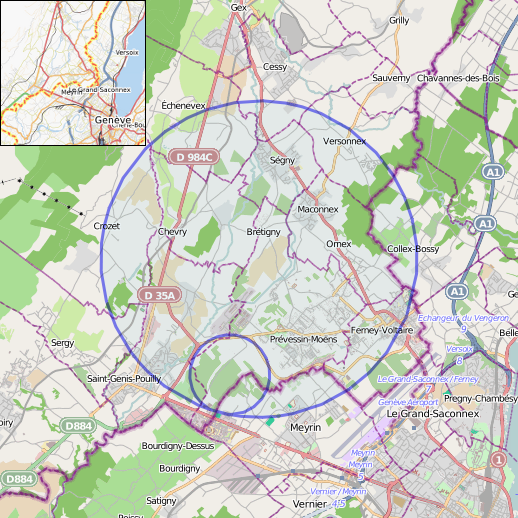
スイス・ジュネーブ郊外にフランスとの国境をまたいで設置されている大型ハドロン衝突型加速器は、大統一理論についての知見をもたらす可能性が指摘されている

プランク時代から宇宙の膨張と冷却がはじまり、重力相互作用とゲージ理論で示される基本相互作用は分離する。この時代の物理法則は大統一理論で記述される。大統一時代は電弱相互作用と強い相互作用に分離することにより終了する。この終了はインフレーションと同時期である。いくつかの理論は大統一時代に磁気単極子が生成されるとしている。

### インフレーション時代
宇宙誕生から10-36から10-32秒後
宇宙のインフレーションが生じた温度そして時間についてはよくわかっていない。インフレーションの間宇宙は閉じた宇宙であり、一様・等方に急速に拡大する段階に突入する。光子のエネルギーはクォークとハイペロンとなるが、それらの粒子はすぐに崩壊する。あるシナリオによれば、宇宙のインフレーションに先立ち宇宙は冷たく空虚となっていた。

### 電弱時代
宇宙誕生から10-32から10-12秒後
この時代の宇宙の温度は1028ケルビンと冷たく、強い相互作用と電弱相互作用（ワインバーグ＝サラム理論）は分離している。この電弱時代は、インフレーションにより粒子が引き離されたことも、関連していると考えられている。粒子の相互作用は活発であり、ウィークボソン（WボソンとZボソン）、ヒッグス粒子といった大量のエキゾチック粒子が生成される。

#### 再加熱
再加熱時代ではインフレーションの間に生じていた指数関数的な膨張は止まり、インフラトン場の潜在エネルギーは熱く、相対的にクォークグルーオンプラズマな粒子に変換される。大統一理論が正しければ宇宙のインフレーションは大統一理論の破綻の最中あるいは後に生じるか、さもなければ磁気単極子が確認できるはずである。この時代では、宇宙はクォーク、電子、ニュートリノが支配し、放射優勢である。

#### バリオン数生成
この宇宙において、反物質よりバリオンの方が多い理由には不明な部分が多い。この理由を説明するには、インフレーションの後にサハロフ状況が満たされなければいけない。既知の物理学と研究中である大統一理論はヒントになるが、やはり多くは不明である。

## 初期宇宙
宇宙のインフレーションの後、宇宙はクォークグルーオンプラズマで満たされる。この時点から後である初期宇宙の物理学は比較的よく理解されており、また推測も減ってくる。

### 超対称性の破れ
超対称性があるとすれば電弱超対称性の基準である1TeV程度の低いエネルギーで超対称性は破れ、粒子と超対称性パートナーの質量は等しくなくなると考えられる。これにより、既知の粒子の超対称性パートナーはなぜ観察されないのかが説明される。

### クォーク時代
宇宙誕生から10-12秒後から10-6秒後
電弱時代の終わりに電弱超対称性が破れると、ヒッグス粒子は真空期待値を獲得し、あらゆる粒子はヒッグス機構により質量を獲得すると考えられる。重力相互作用、電磁相互作用、弱い相互作用、強い相互作用からなる基本相互作用は、現在のように分離するものの、宇宙の温度は高いためクォークの結合によるハドロンの生成は生じない。

### ハドロン時代
宇宙誕生から10-6秒後から1秒後
宇宙を構成するクォークグルーオンプラズマが冷えることにより、陽子、中性子といったバリオンからなるハドロンが形成される（クォーク・ハドロン相転移を参照）。宇宙誕生からおおよそ0.1秒後、ニュートリノは分離して時空を自由に移動するようになる。この宇宙ニュートリノ背景は、詳細は不明であるが後に放射される宇宙マイクロ波背景に似ている。

### レプトン時代
宇宙誕生から1秒から10秒後
ハドロンと反ハドロンはハドロン時代の終わりに対消滅し、宇宙の質量はレプトンと反レプトンが占めるようになる。宇宙誕生からおおよそ10秒後宇宙の温度は、レプトンと反レプトンの新たなる対はもう作られず、レプトンと反レプトンのほとんどが対消滅し、レプトンがわずかに残る。

### 光子時代
宇宙誕生から10秒後から38万年後
ほとんどのレプトンと反レプトンはレプトン時代の終わりに対消滅し、宇宙のエネルギーは光子に支配される。この光子は荷電した陽子、電子、原子核と干渉し、この状態は30万年続く。

#### 原子核合成
宇宙誕生から3分から20分後
光子時代、宇宙の温度は原子核が生成されるまでに低下する。（水素イオンである）陽子と中性子は核融合により結合し、原子核を生成する。核合成は、宇宙の温度と密度が核融合を継続できない程度まで下がるまでのおよそ17分で終わる。この時代、中性水素(1H)の全質量はヘリウム4(4He)の全質量3倍であり、その他の核種の量はわずかである。

#### 物質優勢
宇宙誕生から7万年後
この時代、非相対的物質（原子核）と相対的放射（光子）の密度は等しい。（重力と圧効果の競合から）生成可能な最小の構造を決定するジーンズ長(en:Jeans length)が小さくなりはじめ、それにより放射自由ストリーミングが一掃され、摂動の振幅が大きくなり始める。

#### 再結合
宇宙誕生から24万年から31万年後
水素とヘリウムの原子核が電子と結合して原子が形成され、また宇宙の密度は低下する。再結合には分離が生じ、光子は物質に干渉されることなく伝播できるようになる。これにより光子は宇宙マイクロ波背景を形成し、光子時代の宇宙が現代でも観測できる。

### 暗黒時代
分離が生じるまで、宇宙の光子のほとんどは光子バリオン流動体の電子や陽子と相互作用している。宇宙は不透明で霧がかかっている。光といっても私たちが望遠鏡でのぞいて観測できるような光でない。宇宙におけるバリオン様の物質はイオン化プラズマから構成されていたが、再結合期に自由電子を獲得すると電気的に中性となった。それにより光子は束縛を解かれ、宇宙マイクロ波背景を形成した。光子が（分離され）自由になると、宇宙は透明になった。
この時代の放射線は中性水素(1H)の放射する21cm線のみである。現在、このかすかな放射を検出する研究が行われているが、これは、初期宇宙の解明において宇宙マイクロ波背景放射よりも多くの情報を含んでいると考えられている。

## 宇宙の大規模構造の形成

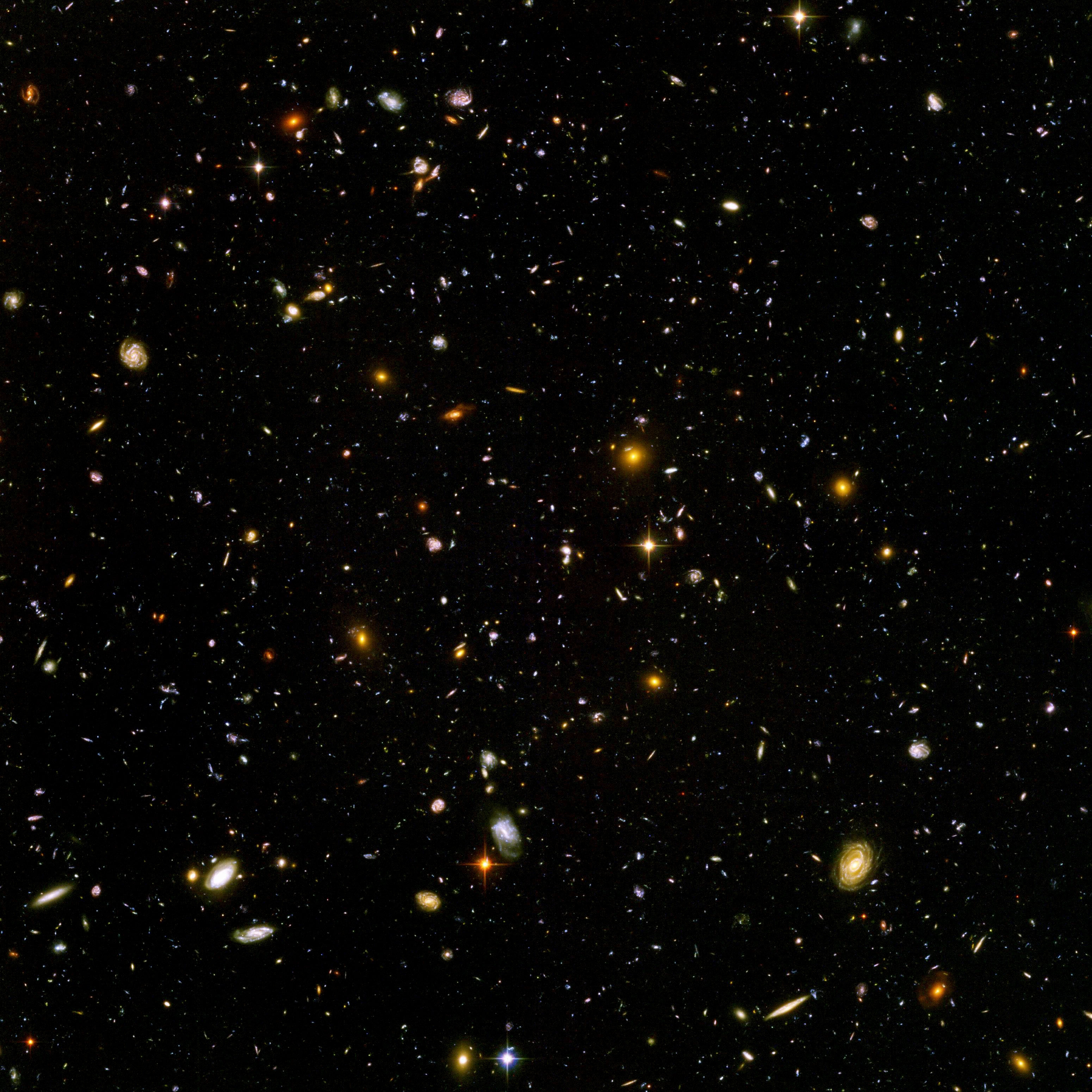
ハッブル・ウルトラ・ディープ・フィールドは、初期の恒星がどのようであったのかを見せてくれる、ショー・ケースみたいなものである。

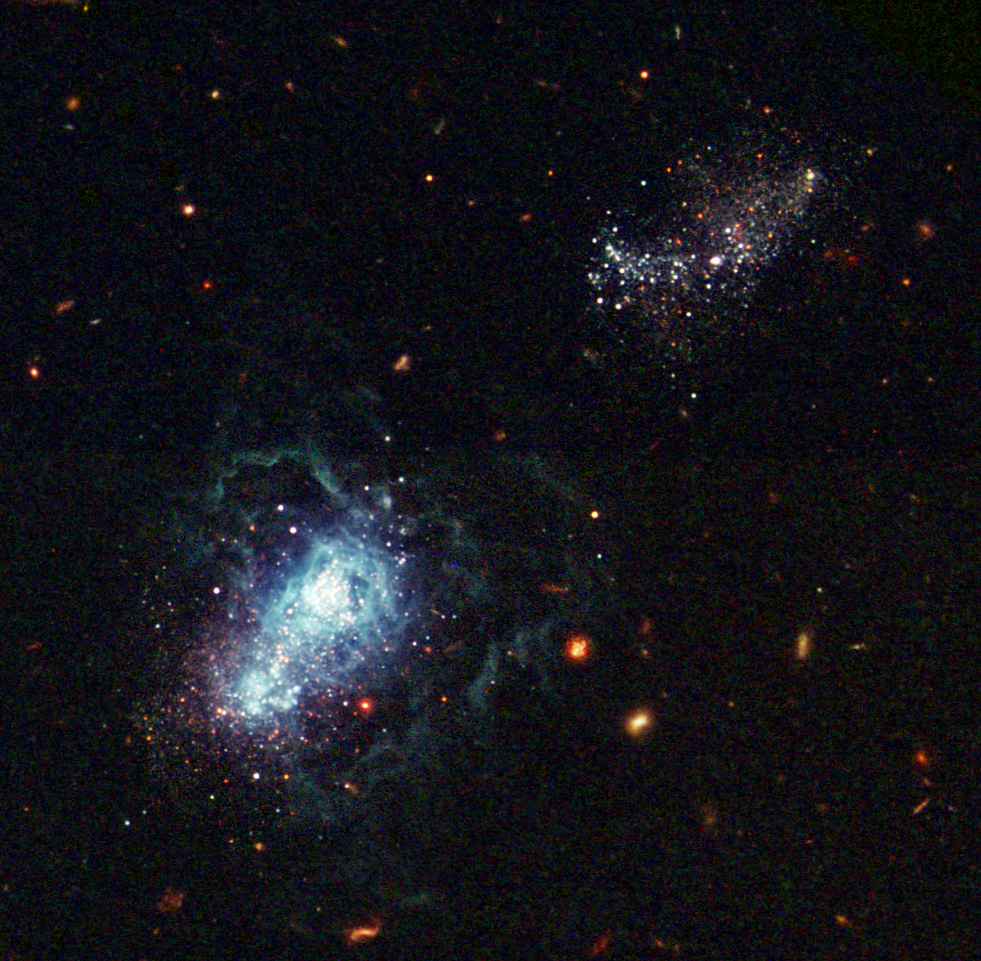
ハッブル天体望遠鏡は、最近形成された初期の銀河を捉えた。これは、宇宙論的な時間尺では銀河の形成は最近でも生じていることを意味している。これは、宇宙や銀河はまだ形成途中であることを示している。

ビッグバン理論における構造形成は階層的に、つまり小さい構造が作られてから大きい構造が作られる、というように進んでいる。最初の構造は、クエーサーと呼ばれる、明るく輝く活動銀河で、種族IIIの恒星（星の種族）であると考えられている。この時代より前では、宇宙の展開はすべての構造は完全に均一ではなくそこからわずかに逸脱しているという線形宇宙論的摂動理論により理解されている。これはコンピューターにより比較的簡単に研究される。この時からは非線形構造が形成されはじめ、コンピュータによる研究には大きな課題が現れる。例えば10億の粒子をあつかうN体シミュレーションなど。
プラズマ宇宙論は、宇宙の大規模構造となる巨大なガスのかたまりが最初に生まれ、そこから超銀河団、銀河団、銀河群へと分裂を繰り返し、銀河の構造が形成されたと説明している。プラズマ宇宙論#宇宙構造体の成り立ちを参照されたい。

### 再電離
最初のクエーサは重力崩壊により形成される。クエーサーの放つ強い放射は周囲の宇宙を電離させる。この時点から宇宙の大部分はプラズマにより構成されることになる。

### 恒星の形成
最初の恒星、おそらく種族IIIの恒星(第１世代の恒星とも)は、ビッグバンにより形成された軽い元素（水素、ヘリウム、リチウム）からより重い元素が生成されることにより始まる。ただし、種族IIIの恒星はまだ観測されていない。宇宙のミステリーである。種族IIIの星は極端に大きく高温で寿命が短かったと考えられている。恒星内部で核融合反応が起こり、ヘリウム4から鉄56までの原子核が作られる。
巨大な恒星がその寿命を終える時、超新星爆発を起こす。その際の膨大な圧力や熱といったエネルギーによってウラン238以上の重い核種までを一度に大量に合成する。このプロセスにより合成された原子核は、種族IIの恒星(第2世代の恒星とも)を構成する原子核となる。種族IIの恒星の周囲には惑星の材料となる物質もあまり多量には存在しないだろうと考えられている
太陽は、種族IIの恒星による生成物のかけらの集まった種族Iの恒星(第３世代の恒星)である。太陽系の形成は約50億年前、つまり宇宙誕生から80億から90億年後である。

### 銀河の形成
大きな体積の物質の崩壊は銀河を形成する。種族IIの恒星はこの初期に形成され、種族Iの恒星はその後形成される。最近の研究では銀河は地球からみて反時計回りの回転をともなうパリティ対称性の破れを有していることが示唆されている。
2007年9月6日、ヨハン・シェーデラーの企画は127億光年の位置にクエーサーCFHQS 1641+3755を発見した。これは、138億年の宇宙の歴史の7%地点にあたる。
2004年3月9日、ハッブル・ディープ・フィールドは130億光年の位置でたくさんの小さな銀河から大きな一つの銀河が誕生する様子を観測した。これは宇宙の歴史の5%地点である。
2007年7月11日、マウナ・ケア山のW・M・ケック天文台にある口径10mのケックII望遠鏡を利用してパサディナのカリフォルニア工科大学のリチャード・エリスとその一派は、132億光年の位置に恒星で形成された6つの銀河を発見した。それは宇宙誕生から5億年の時点である。現在までにおおよそ10のこのような初期の物体が知られている。
2011年1月26日、ハッブル宇宙望遠鏡が2009年～2010年に撮影した「ハッブル・ウルトラ・ディープフィールド」に、最も遠い天体である「UDFj-39546284」を発見した。132億3800万光年先にあるこの天体は銀河であると考えられている。
核宇宙年代学(en:Nucleocosmochronology)によると、銀河系（天の川）の円盤は83±18億年前に形成したと推定されている。

### 銀河群、銀河団、超銀河団の形成
重力相互作用は銀河を互いに引き寄せ、銀河群、銀河団、超銀河団を形成する。

### 宇宙誕生から138億年後
宇宙の年齢についての最新資料は、今日が宇宙誕生から137.72±0.59億年後であると推定している。宇宙の膨張は加速しており、超銀河団はこの宇宙で形成される最大の構造であると考えられている。現在の膨張はすべての構造が事象の地平面の彼方に去ることを防いでおり、また、重力による新たなる構造の形成を妨げている。
加速膨張しているが、それが発見される前は、減速していると考えられていた。

## 宇宙の最終段階
宇宙の終わりを知るには、最初期宇宙で生じることの推察の場合と同様に基礎物理を応用することとなる。以下に可能性及び代表的な説を数例挙げる。

### 熱的死: 1018から1025年
宇宙の膨張が続けば最も可能性の高いと考えられているのが、熱的死と呼ばれる状態である。
1012年という時間尺では現存する恒星は燃え尽き宇宙は暗くなる。宇宙はエントロピーの高い状態に近づく。
熱的死以降の時代は銀河はブラックホールに崩壊し、またブラック・ホールはホーキング放射を通じて蒸散する。
ある大統一理論では、陽子欠損は残りの星間ガスを陽電子と電子に変換し光子の再結合が生じる。
この場合、宇宙は際限なくただ一様な放射がある容器として存在し、また次第に低いエネルギーへと赤方偏移してその放射も冷えきってしまう。

### ビッグ・クランチ: 1027年
ダークエネルギーのエネルギー密度が負であるかあるいは宇宙の時空の曲率が正で開いた宇宙であるならば、宇宙の膨張はいずれ反転し宇宙は高温高密度な状態に向かって収縮する。これはビッグバンへの逆戻りに似ている。これはしばしばサイクリック宇宙論(en:Cyclic model)といった振動宇宙(en:oscillatory universe)のシナリオの一部をなしている。現在の観測によると、この模型は正しくはなく、また宇宙の膨張は継続している。しかし、ダークエネルギーが消失することがあれば、このかぎりではない。

### ビッグ・リップ
このシナリオは、ダークエネルギーのエネルギー密度が時間的な制限なしに増加する場合に限り見込まれる。そのようなダークエネルギーはファントムエネルギー(en:phantom energy)と呼ばれ、今まで知られている（仮想粒子のエネルギーをのぞく）どのエネルギーとも似つかぬものである。この場合、宇宙の膨張速度は制限なく加速する。銀河団、銀河、あるいは太陽系といった重力束縛系は引き裂かれる。膨張は、最終的には分子や原子を維持する電磁力を振り切る。そして原子核は引き裂かれ、宇宙は重力の特異点(en:gravitational singularity)の例外として終わりを迎える。言葉をかえれば、宇宙は膨張し続けるあまり4つの基本相互作用をとりこみすべての物質を引き裂く。

### 真空準安定事象
宇宙が寿命の長い偽の真空(en:False vacuum)であるなら、宇宙はトンネル効果により低エネルギーの状態になる可能性がある。そのようなことになれば膨大なエネルギーを持ち、光速で宇宙全体へと拡大する泡が発生し、泡に触れた全ての物理的構造は一瞬で破壊される。宇宙内部に存在する物理的構造にとって、この泡は巨大な爆発と同等とみなせる。この泡は光速で拡大するため、事前に観測してから接触を回避することは一切不可能である。従って、光速を超えられない文明はこの泡を回避することは出来ない。